# Nikołaj Lemtiugow
Nikołaj Aleksandrowicz Lemtiugow, ros. Николай Александрович Лемтюгов (ur. 15 stycznia 1985 w Miassie) – rosyjski hokeista, trener.

## Kariera
- CSKA 2 Moskwa (2001-2005)
- CSKA Moskwa (2004-2006)
- Siewierstal Czerepowiec (2006-2007)
- Peoria Rivermen (2007-2009)
- Siewierstal Czerepowiec (2009-2010)
- Ak Bars Kazań (2010-2011)
  -  Nieftianik Almietjewsk (2011)
- Mietałłurg Magnitogorsk (2011)
- Nieftiechimik Niżniekamsk (2012)
- Atłant Mytiszczi (2012)
- Traktor Czelabińsk (2013)
- Sibir Nowosybirsk (2013)
- Spartak Moskwa (2013-2014)
- Awangard Omsk (2014)
  -  Sokoł Krasnojarsk (2014)
- Jugra Chanty-Mansyjsk (2014-2015)
- Awangard Omsk (2015-2018)
- KHL Medveščak Zagrzeb (2018)
- Anyang Halla (2018-2019)
- Sheffield Steelers (2019-2021)

Wychowanek Traktora Czelabińsk. W 2013 był ponownie zawodnikiem tego klubu. Od maja 2013 zawodnik Sibiru Nowosybirsk, związany dwuletnim kontraktem. Od grudnia 2013 zawodnik Spartaka Moskwa, w toku wymiana za Aleksandra Niestierowa. Od lipca do końca grudnia 2014 zawodnik Awangardu Omsk. Wówczas został zawodnikiem Jugry Chanty-Mansyjsk. Od lipca 2015 do marca 2018 ponownie był zawodnikiem Awangardu Omsk. W październiku 2018 przeszedł do chorwackiego klubu KHL Medveščak Zagrzeb (wraz z nim inny Rosjanin, Iwan Kasutin). W grudniu 2018 został zawodnikiem południowokoreańskiego zespołu 	Anyang Halla. Od lipca 2019 zawodnik Sheffield Steelers.

## Kariera trenerska
W lipcu 2021 ogłoszono jego angaż do sztabu trenerskiego w juniorskim zespole Stalnyje Lisy Magnitogorsk. Od czerwca 2023 główny trener zespołu SMO MHK Atłant Mytiszczi.

## Sukcesy
Reprezentacyjne
- Srebrny medal mistrzostw świata juniorów do lat 20: 2006

Klubowe
- Mistrzostwo Konferencji Zachód i finał play-off Wyższej Hokejowej Ligi: 2011 z Nieftianikiem Almietjewsk
- Srebrny medal mistrzostw Rosji: 2013 z Traktorem Czelabińsk
- Challenge Cup: 2020 z Sheffield Steelers[16]